# Rhabdostromella rubi
Rhabdostromella rubi är en svampart som beskrevs av Höhn. 1915. Rhabdostromella rubi ingår i släktet Rhabdostromella, divisionen sporsäcksvampar och riket svampar.   Inga underarter finns listade i Catalogue of Life.